# Vladimír Logothetti
Vladimír Emanuel Alexander hrabě Logothetti (4. srpna 1822, Filiale Tamassy, nyní Tomášovce, Slovensko – 7. prosince 1892, Radovce, Bukovina, nyní Rădăuţi, Rumunsko) byl rakousko-uherský důstojník, politik a zakladatel prvního sboru dobrovolných hasičů na Moravě.

## Původ

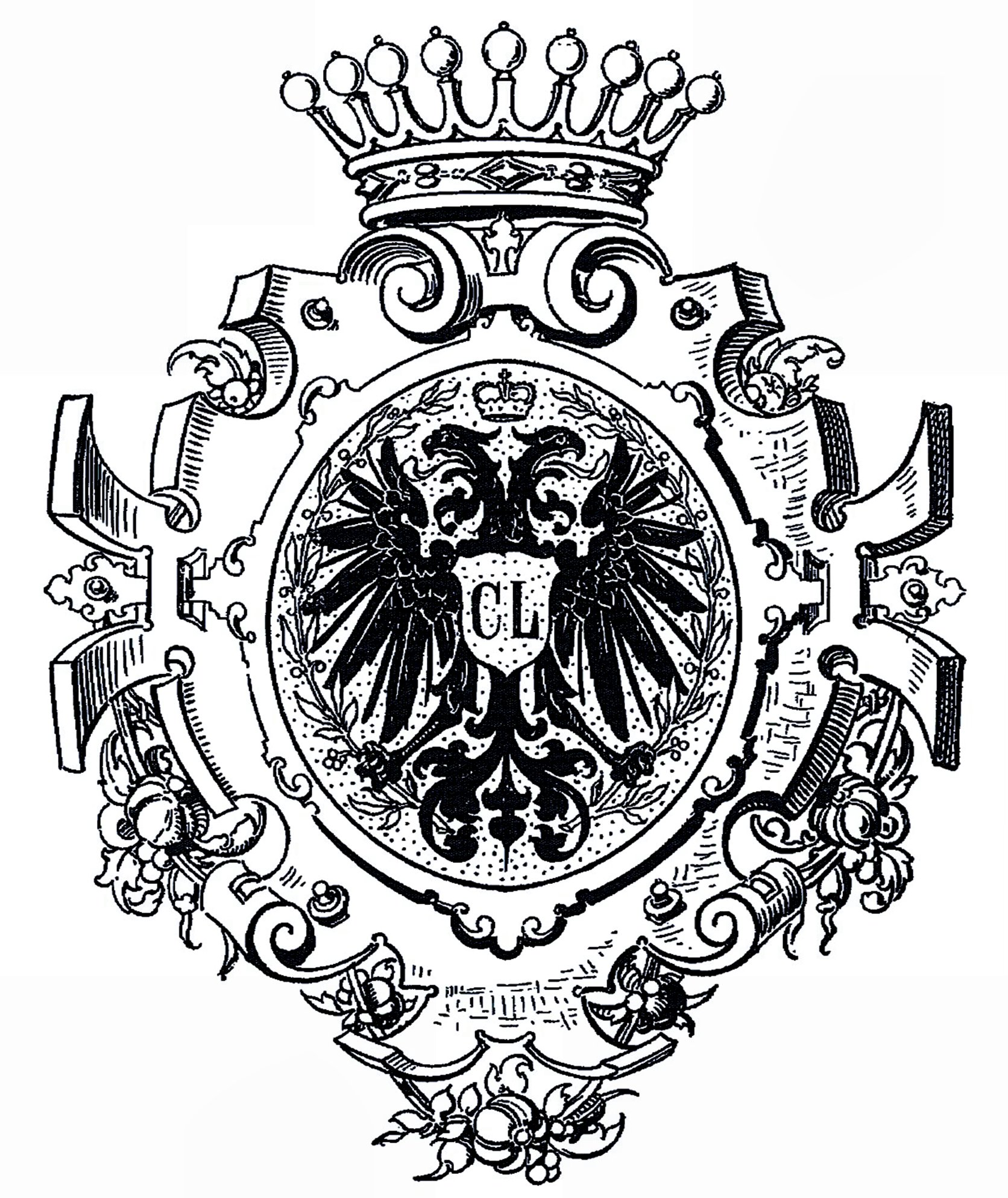
Erb rodu Logothettiů jak jej používal Vladimír Logothetti

Vladimír Logothetti pocházel ze starého byzantského rodu, ve kterém se traduje, že zakladatel rodu byl byzantský císař Nikeforos I. Logothetis (vládl 804V–811). Po pádu Cařihradu (1453) se rod usadil na tehdy benátském ostrově Zante (Zakynthos). V 18. století odešel potomek rodu, benátský námořní kapitán Jakub hrabě Logothetti (1741–1802) do Moldavského principátu. Po anektování Bukoviny Rakouskem (1775) se stal rakouským občanem. Jeho potomci hráli důležitou roli při obhajobě této nejvýchodnější provincie rakouského mocnářství a patřili mezi přední měšťany hlavního města Černovic (nyní: Černovice, Чернівці, Ukrajina).
Vladimírův otec, Hugo I. hrabě Logothetti (1801–1861) se oženil s Pavlínou svobodnou paní z Bartensteina, vnučkou kancléře císařovny Marie Terezie Jana Kryštofa z Bartensteina, a koupil v roce 1830 statky Bílovice a Březolupy v okrese Uherské Hradiště. Byl znám jako mecenáš malíře Josefa Mánesa (1820–1871), kterému dal podnět k namalování obrazu Veruny Čudové. Malba je dodnes nejznámějším lidovým obrazem malíře.
Vladimír se narodil 4. srpna 1822 ve Filiale Tamassy (nyní Tomášovce, Slovensko), kde jeho otec sloužil jako důstojník. Byl nejstarší ze sedmi dětí. O rok později se narodila jeho nejstarší sestra Hedvika (1823–1899). Jak se tehdy často stávalo, již v útlém věku mu zemřelo několik sourozenců – Berta (*/†1825), Lodoiska (1826–1829) a Alfred (1830–1833). Jednou z pravděpodobných příčin by kočovný způsob života s opakovaně se měnícím bydlištěm, převážně v tzv. Haličsko-Vladiměřském království, tehdy nejchudší části rakouského mocnářství.
V roce 1830 koupil Hugo I. statky Bílovice a Březolupy na Moravě, kde se rodina v roce 1839 usadila po vyplacení dědictví z Bukoviny. Mladší sourozenci Julia (1833–1854) a Zdenko (1835–1881) se již narodili na Moravě. Díky dědictví a zděděným finančním prostředkům z maminčiny strany si rodina mohla dovolit velkostatkářský život.

## Kariéra

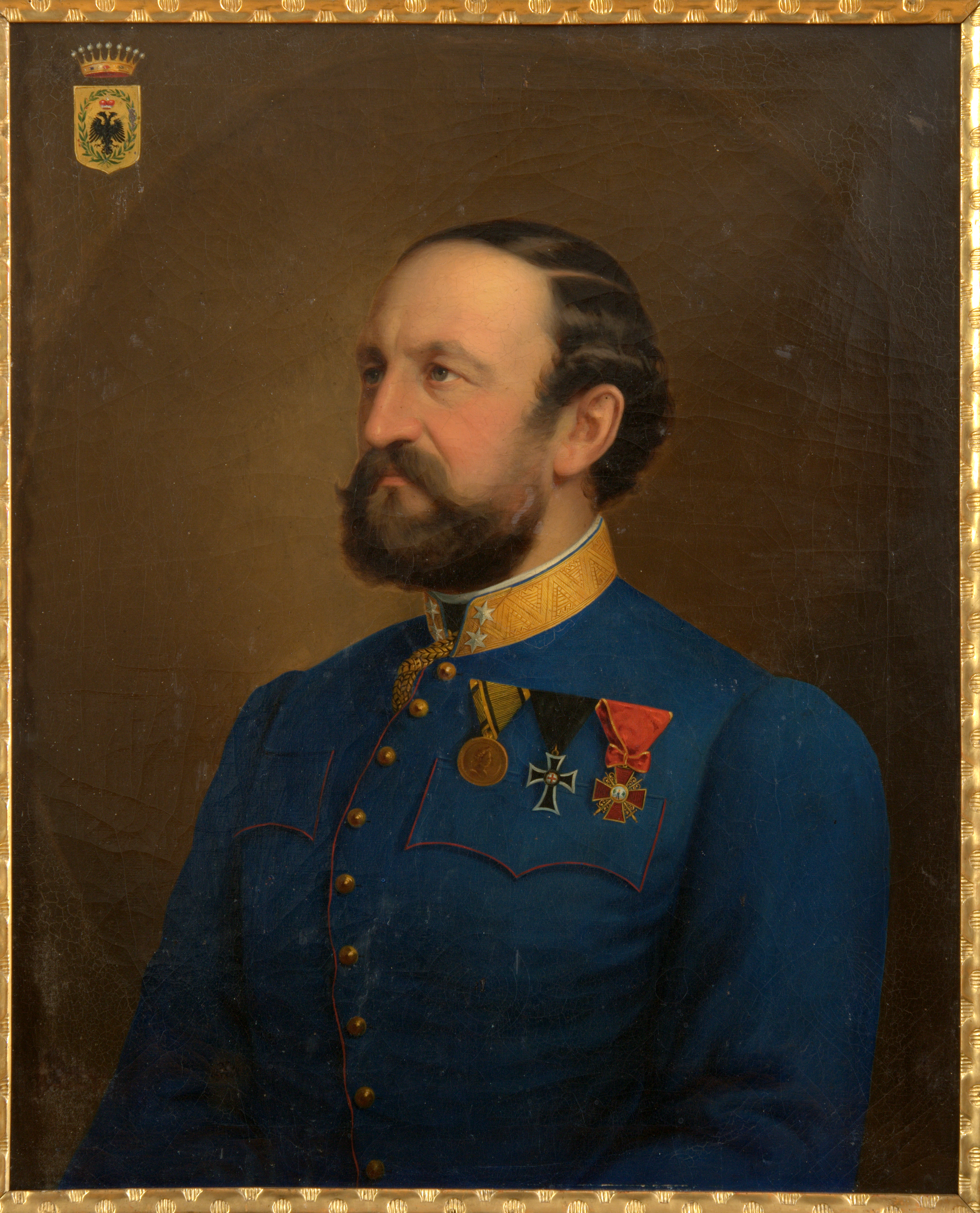
Vladimír hrabě Logothetti c1870

Po absolvování gymnázia v Brně Vladimír nastoupil jako dobrovolný kadet do 5. kyrysnického pluku Hrabě Auersperk (Graf Auersperg) v Brně. V revolučním roce 1848 a během maďarského povstání 1848/9 sloužil jako nadporučík ve 4. hulánského pluku Císař (Kaiser) v Itálii, Sedmihradsku a na Slovensku. Byl opakovaně zraněn a vyznačil se osobním hrdinstvím. Za účast na potlačení uherského povstání a hrdinství dostal různá rakouská a ruská vyznamenání.

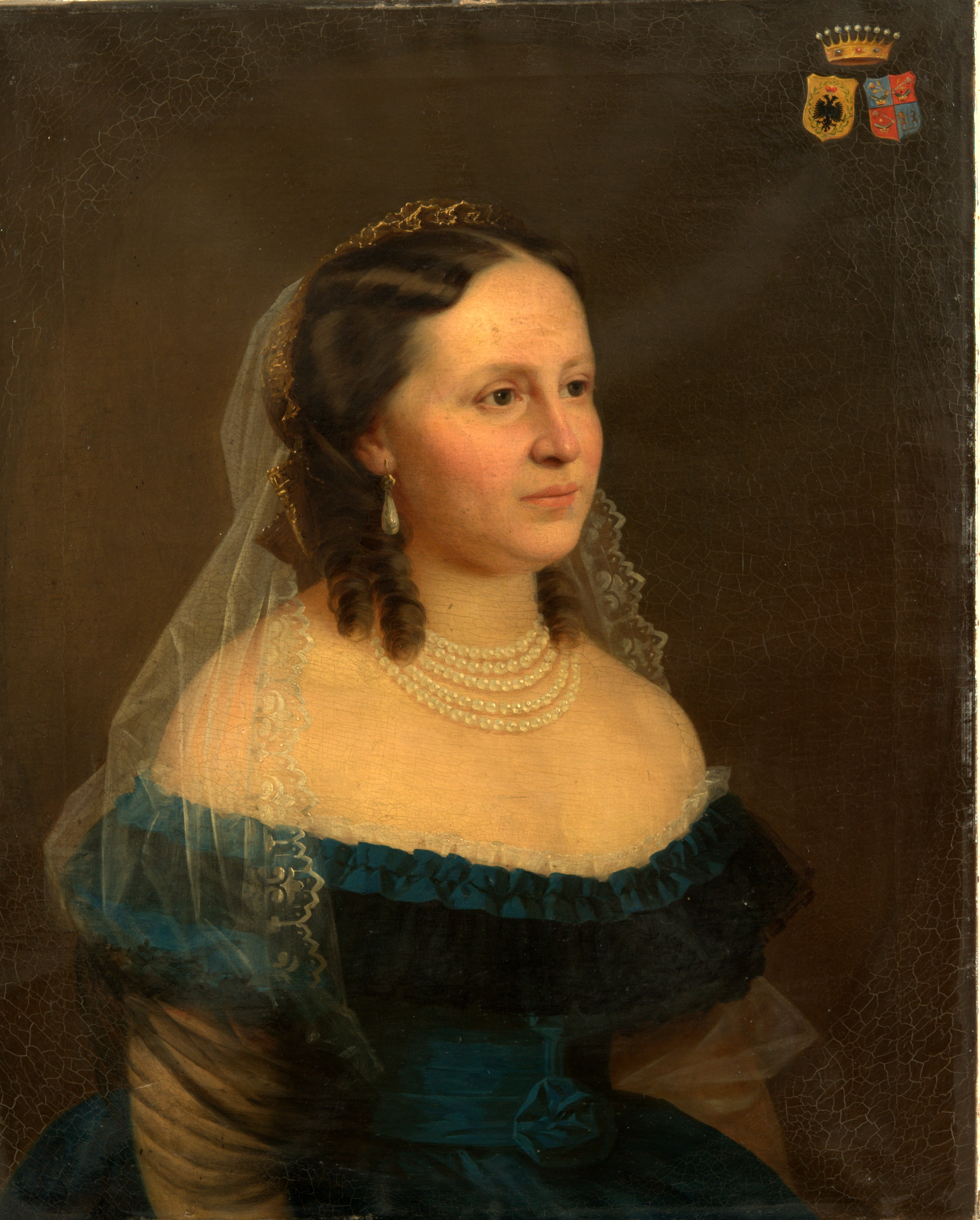
Karolina hraběnka Logothetti roz. hraběnka Nemes de Hidvég

Během uherského tažení se Vladimír seznámil v Sedmihradsku v komitátu Brašova (nyní Braşov/Rumunsko) se svou pozdější manželkou z katolické linie důležitého sedmihradského rodu. Sňatek následoval v roce 1851 (viz sekci Rodina). Vladimírů otec žádal v letech 1831, 1832 a 1834 o uznání hraběcího titulu, který rod tradičně používal na Bukovině. Z důvodu špatného stavu bukovinských archivů uznání nezískal. To se změnilo poté, co se otec a synové aktivně zúčastnili záchrany císařství, a tak získali císařským dekretem dne 8. července 1848 "povolení k užívání zahraničního hraběcího titulu" (Benátky 1703).
Do roce 1860 Vladimír zůstal v aktivní vojenské službě. Od 9. května 1859 byl kapitánem v 3. hulánském pluku, od 1. března 1860 v Dobrovolném hulánském pluku. Sloužil převážně v Haliči a Sedmihradsku, kde se narodily první tři děti. Když se zhoršil otcův zdravotní stav, Vladimír se vrátil na Moravu, aby převzal správu rodinného majetku. Opustil aktivní službu v hodnosti podplukovníka a komandanta 1. divize Dobrovolného hulánského pluku, který tehdy bojoval v Itálii.

Vladimír se usadil v Bílovicích, jeho mladší bratr Zdenko odešel s ovdovělou matkou Pavlínou do Březolup. Z věna své manželky nechal Vladimír důkladně zmodernizovat zámek Bílovice a přistavěl tzv. Vladimírské křídlo. Na fotce z období kolem r. 1860 lze nové křídlo napravo dobře vidět. 

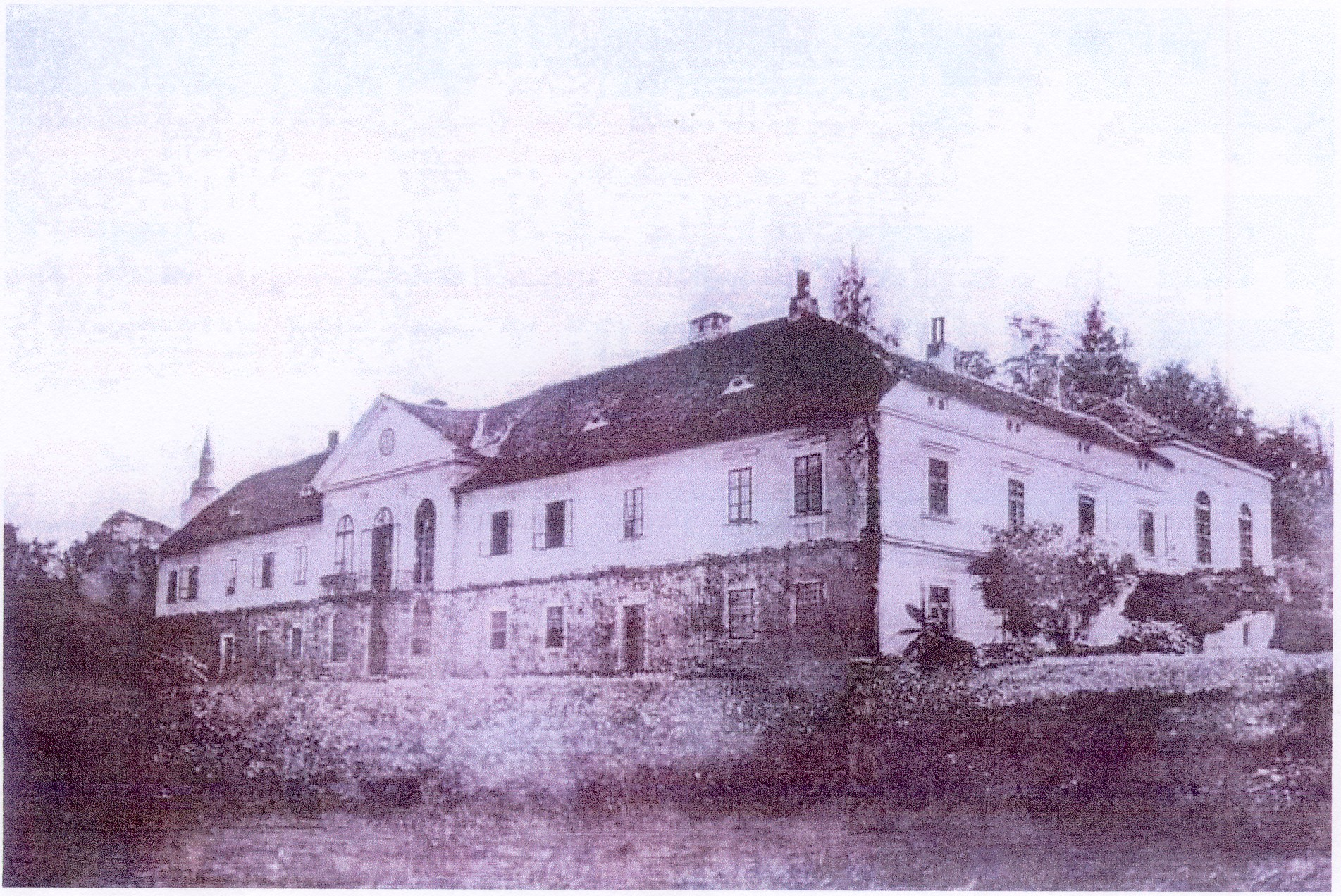
Zámek Bílovice kolem r. 1860

Po otcově smrti se nechal Vladimír dne 1. dubna 1862 definitivně jako invalidní uvolnit z vojenské služby. Po příchodu do Bílovic se aktivně zapojil do společenského a politického života uherskohradišťského kraje: v letech 1864–1865 byl starostou Bílovic, během čtvrtého a pátého legislativního období (1871–1873, 1873–1877) byl členem Moravského zemského sněmu, kde vystoupil opakovaně v moravském šlechtickém kroji.

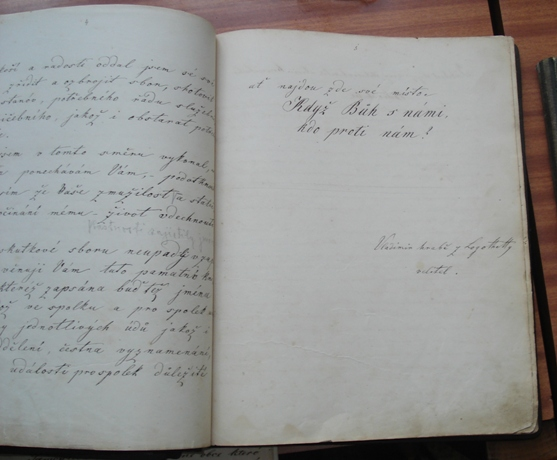
Česká registrace Vladimíra na prvních stránkách deníku Bilovského sboru dobrovolných hasičů

 Pro vývoj Bílovic a pro jižní Moravu vůbec bylo založení prvního sboru dobrovolných hasičů na Moravě[nedostupný zdroj] v roce 1869 Vladimírův nejdůležitější počin. Již v letech 1861 a 1865 se Vladimír a jeho mladší bratr Zdenko aktivně zúčastnili hašení ničivých požárů v blízké vesnici Kněžpole, která pak obě odvážná hrabata jmenovala čestnými občany. I Bílovice jmenovaly v roce 1869 Vladimíra, zakladatele a prvního komandanta dobrovolných hasičů, čestným občanem. V Moravském zemském sněmu patřil Vladimír k iniciátorům nového zákona z roce 1873, který doporučil založení sborů dobrovolných hasičů ve všech vesnicích větších než 100 usedlostí. Na druhém sjezdu českých hasičských dobrovolných sborů na Moravě, jenž se konal 12. září 1875 ve Velkém Meziříčí, byl vybrán jako první předseda vznikající české jednoty hasičské na Moravě, která však nebyla úřady povolena. Nicméně nadále usiloval o rovnoprávné postavení českých hasičů v zemských hasičských orgánech. Roku 1882 obhajoval v Moravské Ostravě české hasičstvo a požadoval jeho spravedlivější zastoupení v řídících spolkových orgánech.
Vladimír mluvil plynně česky, maďarsky, německy a polsky. Pomáhal při několika zemědělských výstavách v Olomouci a se svým starším synem Hugem přispěl na založení Měšťanského besedního domu v Uherském Hradišti. S bratrem Zdenkem v roce 1863 spolu založili v Uherském Hradišti veslařský spolek Rudenverein Moravia a rovněž podporovali činnost uherskohradišťského střeleckého spolku.

Tři neúspěšné pokusy k dosažení tzv. moravského vyrovnání – v letech 1848, 1868 a 1871, kdy byl sám členem sněmu (k Moravskému vyrovnání došlo teprve v roce 1905) – vedly k tomu, že Vladimír nakonec opustil aktivní politiku. V r. 1877 odmítl znovu kandidovat do sněmu a nechal se místo toho dne 14. března 1877 jmenovat neaktivním důstojníkem Eskadrónu haličských zeměbraneckých hulánů. 

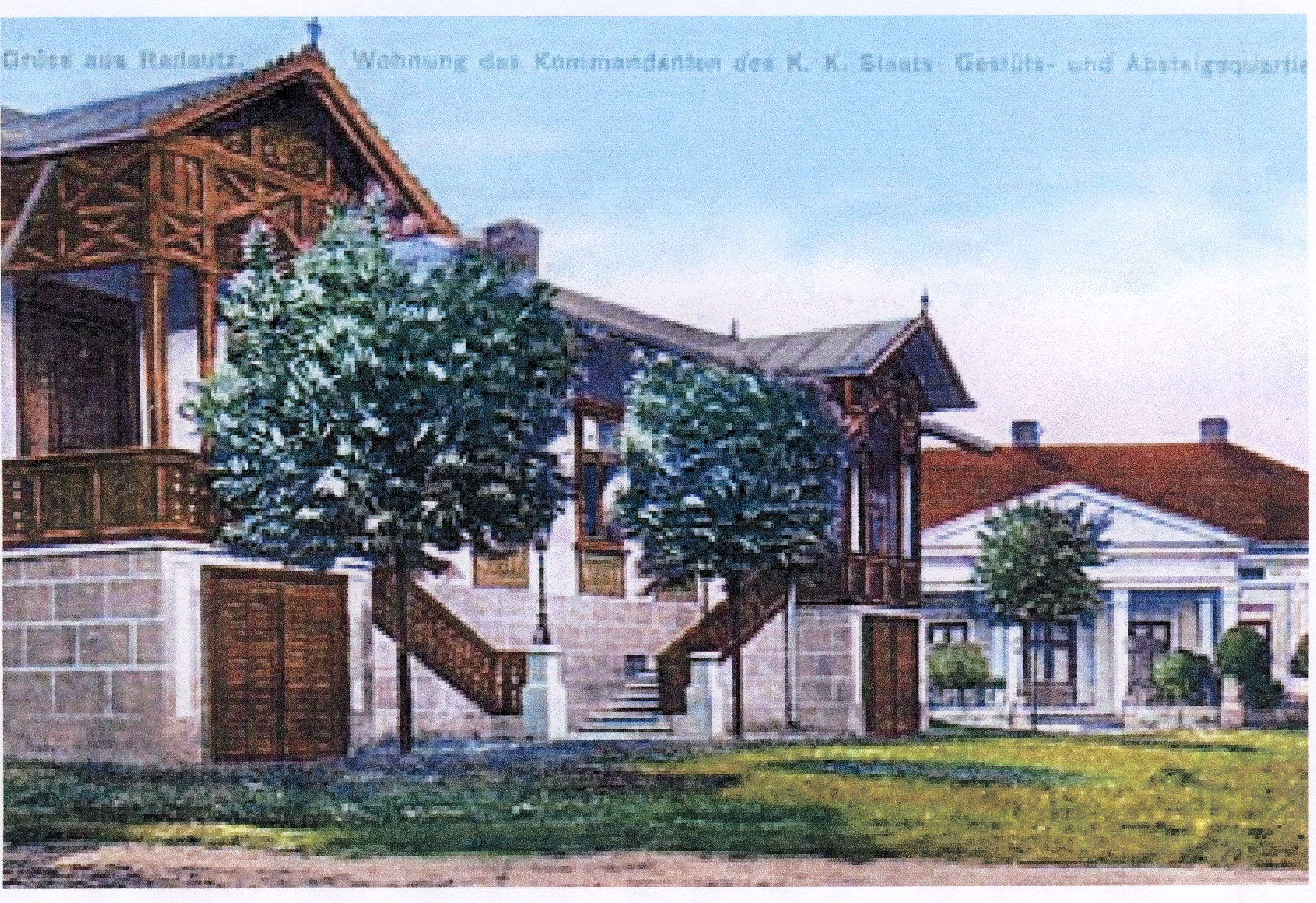
Dům komandanta hřebčína in Radovcích kolem 1885

V hodnosti plukovníka byl jmenován 1. dubna 1882 ředitelem státního hřebčína v Drahowyži (nyní: Дрогобич/Ukrajina) v tehdejší Haliči, odkud byl přeložen roku 1883 do důležitějšího hřebčína v Radovcích. Soudobá pohlednice ukazuje Vladimírův služební dům. Zasloužil se o chov huculských koní na Bukovině. Dne 7. prosince 1892 zemřel již jako sedmdesátiletý důstojník na následky nešťastného pádu z koně. Jeho ostatky byly převezeny do Bílovic a 29. května 1893 uloženy do rodinné hrobky. Sbor dobrovolných hasičů v Bílovicích vzpomíná každý pátý rok svého prvního velitele.

## Rodina

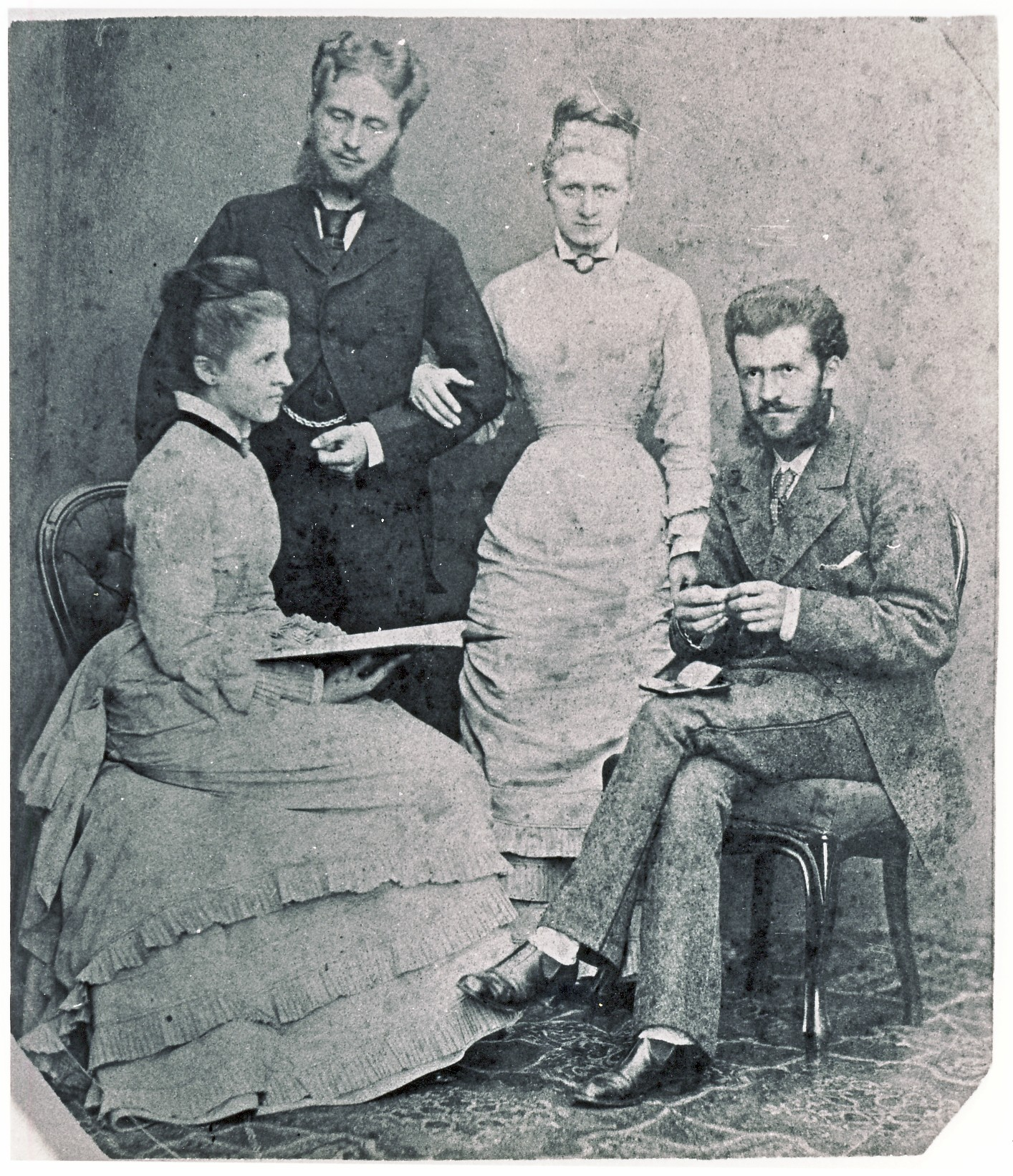
Dětí Logothettiů. Zleva: Rosa hr. Logothetti (1856-1941), Hugo II. hr. Logothetti (1852-1918), Maria sv. p. Taxis roz. hr. Logothetti (1859-1929), Alfred hr. Logothetti (1853-1923). Bílovice, kolem 1880

Vladimír Logothetti si vzal dne 25. října 1851 v římskokatolické katedrále v Kološi (nyní Cluj-Napoca/Rumunsko) Mariu Karolinu Rozálii Johanu hraběnku Nemes de Hidvégi et Oltszem (1826–1906). Karolína pocházela z katolické větve starého sedmihradského rodu, který byl převážně kalvínský a dostal titul od legendárního sedmihradského knížete Gábora Betlena. I v současném maďarském kalvínském kostele ve Fárkas útca (Vlčí ulice, nyní Strada Mihail Kogǎniceanu) v Kološi mají Nemešovi vlastní kostelní lavice. Katolická linie získala rekonvertováním Karolínina dědečka Adama hr. Nemes de Hídvégi († 1766) v roce 1755 hraběcí titul a měla vlastní kryptu v jiném kološkém kostele, piaristském či akademickém kostele.
Manželé měli čtyři děti: Hugo II (1852–1918), později vysoký rakousko-uherský diplomat; Alfred (1853–1923), důstojník a později rumunský velkostatkář; Rozálie (1856–1942), čestná dáma ve Světské nadaci šlechtičen Marianské školy v Brně; a Marie (1859–1929), která se vdala za Paula Lamorala sv. p. Taxis von Bordogna und Valnigra (1852–1901).

## Řády a vyznamenání
Logothetti získal za statectví několikrát řády a vyznamenání. Dle dokumentů v rodovém archivu měl:
- C. k. vojenská medaile, Rakousko – 1848
- Vojenský záslužný kříž, Rakousko – 1849
- Rytířský kříž Řádu sv. Anny III. třídy s meči, Rusko – 1849
- Rytíř Řádu železné koruny, Rakousko – 1861
- Mariánský kříž, Německý řád (Rakouská větev) – 1882